# Lavinium
Lavinium a fost un oraș-port din regiunea antică Latium, aflat 6 km la sud de Roma, la jumătatea distanței pe râul Tibru între orașele Ostia și Antium. Linia de coastă de atunci, ca și în prezent, era o fâșie lungă de plajă. Lavinium se afla pe un deal la marginea cea mai sudică a Silva Laurentina, o pădure deasă de dafini, și la marginea cea mai nordică a Mlaștinilor Pontine, o vastă întindere de mlaștini. Baza portului, singurul dintre Ostia și Antium, era la gura râului Numicus.
Locația Lavinium nu a fost niciodată pierdută de istorici și nici nu pare să fi existat vreo întrerupere semnificativă în existența sa, nefiind vreodată o așezare abandonată. Așezarea de astăzi este un sat, Pratica di Mare, cu ziduri în stil medieval în comuna Pomezia. Pomezia este un oraș construit în 1939 și colonizat după un plan al lui Benito Mussolini, ai cărui ingineri au finalizat sarcina veche de milenii de drenare și de umplere a mlaștinilor, în prezent devenite câmpurile Pontine. O scurtă fâșie de câmp desparte orașul Pomezia de sat. O poartă romană permite intrarea pe străzile înguste ale satului dincolo de Castello Borghese, care era inițial o fortificație, fiind cumpărată împreună cu satul în 1617 de către Marcantonio Borghese. Castelul și satul au fost renovate periodic. Tot ceea ce rămâne din râul care odată înconjura parțial satul este un mic pârâu, Fosso di Pratica.

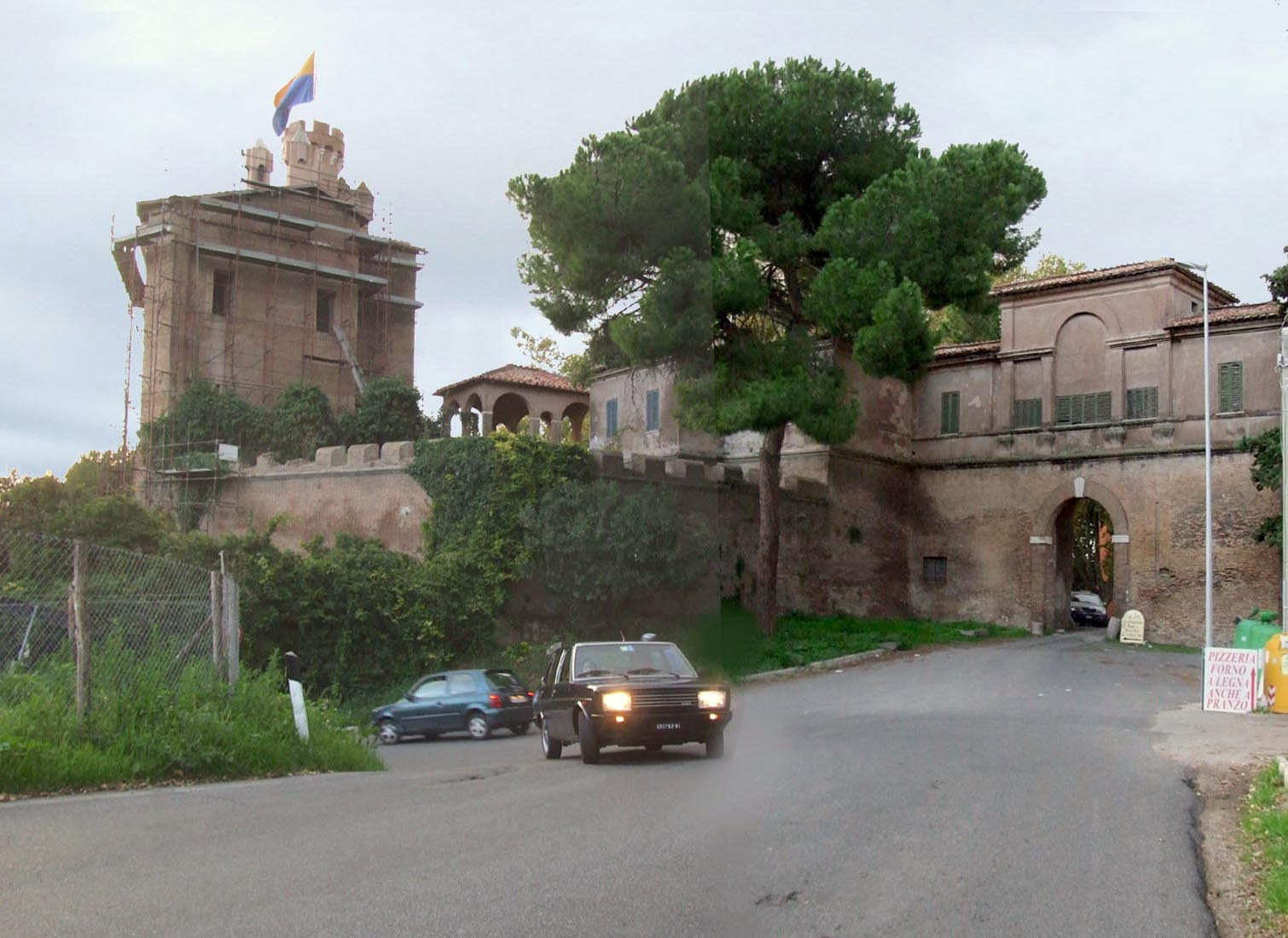
Poartă din interiorul așezării frazione (cătunului) Pratica di Mare, un sat medieval construit peste centrul vechiului Lavinium. Structurile din fotografie variază din punct de vedere cronologic. În stânga se află Castello Borghese, locul posibil al arx-ului (citadelei) romane. Săpăturile arheologice se află într-un câmp din stânga fotografiei. Comuna Pomezia și muzeul se află în spatele fotografului.

Pratica di Mare se află la aproximativ 6 km de Marea Tireniană în apropierea vârfului unui versant care coboară spre un etaj aluvial, unde a fost amplasată Baza Forțelor Aeriene din Pratica di Mare. Are reputația istorică de a fi aerodromul de pe care Otto Skorzeny a zburat cu Mussolini pentru a-l duce la loc sigur în Germania, după salvarea sa din prizonieratul dintr-o vilă de munte. Astăzi, baza este atât un aeroport sigur pentru protecția vizitatorilor distinși ai regiunii Romei, cât și un sediu pentru spectacolele aeriene ale aeronavelor avansate. Pârâului Fosso di Pratica i-a fost schimbat cursul în jurul sfârșitului unei piste; totuși, acesta nu mai este deloc compatibil cu portul. Este posibil ca marea să se fi extins anterior până la baza dealului, deoarece localitățile aflate la nord, cum ar fi Ostia, par să se fi retras la una sau două mile în interior. Vilele antice romane de la malul mării nu mai sunt pe plajă.

## Arheologie
Pratica di Mare este vizibil mai mic decât anticul Lavinium, ale cărui rămășițe apar pe câmpurile din jur. Săpăturile arheologice recente efectuate în sud datează Lavinium cu mult înainte de legendara întemeiere a Romei. Fusese deja fortificat în secolul al VII-lea î.Hr. și se dezvolta în secolul al VI-lea  î.Hr.. Lavinium a fost asimilat de republica romană. Era legat de Roma la nord și de Ardea la sud prin Via Laurentina. În perioada imperiului a fost combinat cu misteriosul Laurentum, unde mulți romani bogați au avut o vilă de iarnă, pentru a deveni Laurolavinium. Cauza uniunii rămâne ambiguă.

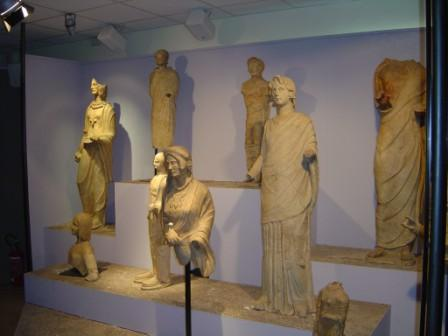
Statui ex voto (donații religioase) aflate în muzeul de la Lavinium

Au fost identificate un număr de cuptoare în perimetrul zidurilor orașului. În afara orașului se afla un sanctuar dedicat lui Sol Indiges și un templu vast cu numeroase altare, unde placa de bronz inscripționată notează că Dioscurii erau venerați într-unul dintre numeroasele altare.

## Legendă și istorie
Conform mitologiei romane, care leagă clar Lavinium de Roma, orașul a fost denumit de Enea în onoarea Laviniei, fiica lui Latinus, regele latinilor, și a soției sale, Amata. Aeneas a ajuns în Italia și acolo a purtat un război împotriva lui Turnus, liderul poporului local Rutuli. Aeneas a fondat nu Roma, ci mai degrabă Lavinium, principalul centru al ligii latine, din care a luat naștere poporul Romei. Aeneas leagă astfel casa regală din Troia de casa regală romană timpurie.
Întemeierea lui Lavinium și războiul rutulian sunt ambele menționate în mod proeminent în Eneida lui Vergiliu.

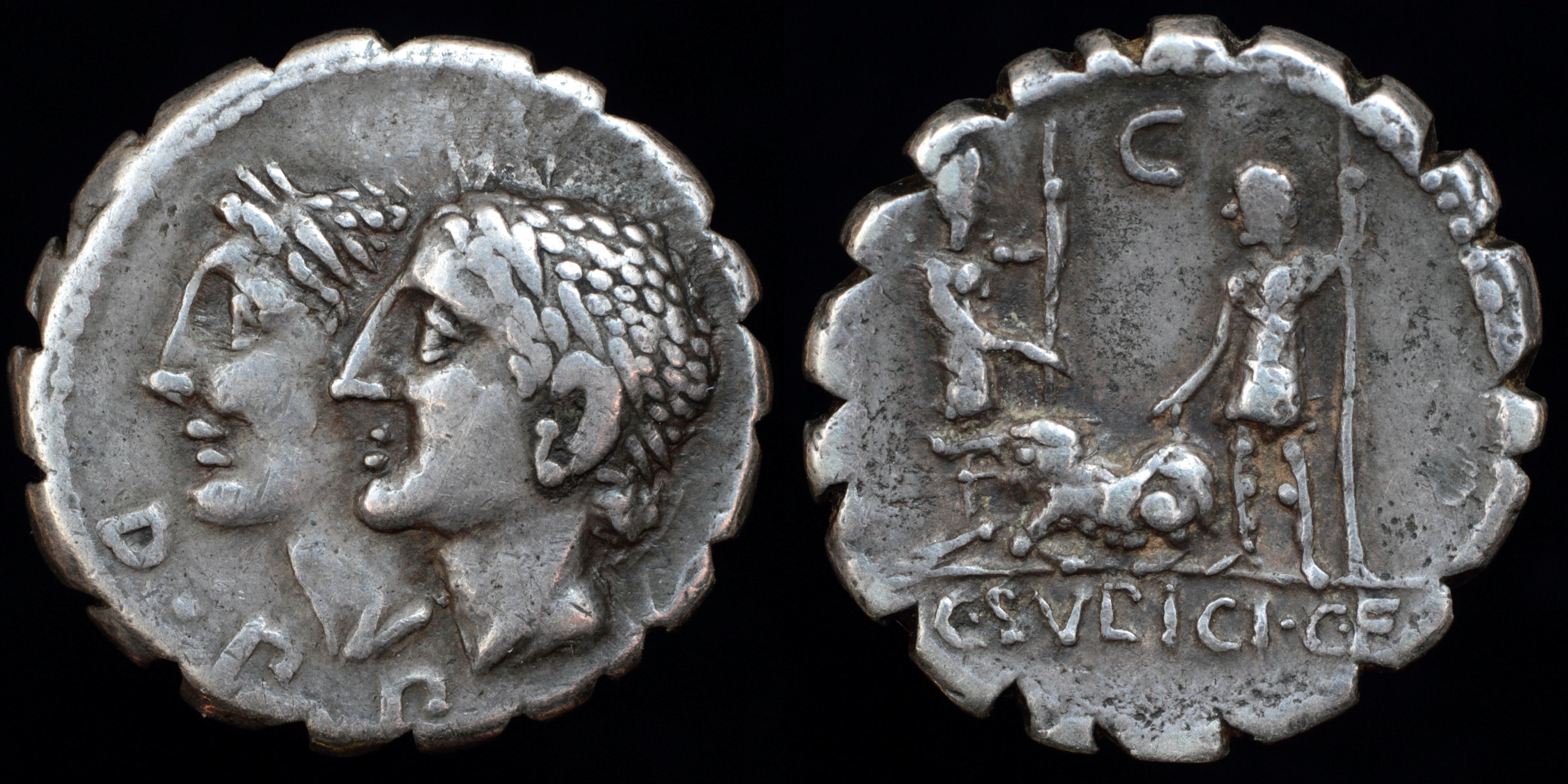
Denar de argint bătut de C. Sulpicius C. f. Galba la Roma în 106 î.Hr. Di Penates (zeitățile casei) înfățișați pe avers au fost aduse la Lavinium din Troia de Aeneas. Reversul înfățișează o profeție din Eneida: „în locul unde o scroafă albă naște treizeci de purcei sub un stejar, se va construi un oraș nou”. O statuie de bronz a unei scroafe a fost amplasată în forumul din Lavinium.

În antichitate, Lavinium a avut o asociere strânsă cu orașul Laurentum din apropiere. Potrivit lui Tit Liviu, când Romulus și Titus Tatius au condus împreună Roma, în secolul al VIII-lea î.Hr., ambasadori din Laurentum au venit la Roma, dar au fost bătuți de rudele lui Tatius. Localnicii din Laurentum au reclamat acest fapt, dar Tatius a acordat mai multă importanță influenței rudelor sale decât prejudiciilor cauzate locuitorilor din Laurentum. Când Tatius a vizitat apoi Lavinium pentru a sărbători un sacrificiu aniversar, a fost ucis într-un tumult. Romulus a refuzat să intre în război și, în schimb, a reînnoit tratatul dintre Roma și Lavinium.
În 509 î.Hr., după răsturnarea monarhiei romane, unul dintre primii doi consuli ai Romei, Lucius Tarquinius Collatinus, a fost forțat să părăsească Roma din cauza relației sale cu regii. A plecat de bunăvoie în exil în Lavinium.
În jurul anului 488 î.Hr., Lavinium a fost capturat de o armată invadatoare a Volscilor, condusă de Gaius Marcius Coriolanus și Attius Tullus Aufidius.